# 云昙乡
云昙乡，是中华人民共和国四川省巴中市通江县曾经下辖的一个乡。2020年5月，撤销云昙乡，将原云昙乡所属行政区域划归麻石镇管辖。

## 行政区划
云昙乡撤销前下辖以下地区：
云昙村、穿石梁村、木顶寨村、蒲家坪村、神口河村和印顶寨村。